# Western India States Agency
Die Western India States Agency war in Britisch-Indien eine 1924 geschaffene administrative Gruppierung, zur Beaufsichtigung der Fürstenstaaten auf der Halbinsel Kathiawar und den angrenzenden Gebieten. In dieser neuen Einheit wurden im Wesentlichen Kutch, die Pālanpur Agency (Banas Kantha), Rewā Kāntha Agency und Kathiawar Agency zusammengefasst. Die Mahī Kāntha Agency kam 1933 hinzu. Die Kontrolle der Staaten ging dabei von der Provinzverwaltung der Präsidentschaft Bombay an die Zentralverwaltung (Government of India, GoI) über.

## Geschichte
| Hinweis: Details zu den einzelnen Staaten werden in den Hauptartikeln der Vorgänger-Agencies gegeben. |

Die Agency deckte nicht, wie der Name sagt, das ganze westliche Indien ab, sondern nur etwa die nördliche Hälfte von Gujarat mit 1941 5,2 Millionen Einwohnern auf etwa 102.395 km². In diesem Gebiet bestanden jedoch die meisten der „souveränen“ Fürstenstaaten, nämlich ca. 435, von denen 42 bedeutend genug waren in der 1921 gegründeten Chamber of Princes einen Sitz zu erhalten. Die Grenzen wurden 1933 und 1943 geändert. Nach dem Anschluss des bedeutenden Staates Baroda erfolgte 1944 die Umbenennung in Baroda, Western India and Gujarat States Agency.

### Zollerhebung
Im Bereich der Agency lagen die Hälfte der Seehäfen Indiens, die nicht unter direkter britischer standen. Diese waren jedoch bis zum Ausbaggerung und der Anlage von Molen zwischen den Weltkriegen – auf Kosten der Fürsten – für hochseegängige Schiffe wirtschaftlich unbedeutend. Das Recht der Zollerhebung und Festsetzung der Höhe lag bei den Fürsten, deren Haushalten diese Einnahmen zuflossen. Mit dem Bau der Bahnlinien wurden diese Häfen im 20. Jahrhundert für Importeure, die in Nordindien Geschäfte betrieben, wegen der niedrigen Frachtraten attraktiv. Bereits 1905–1917 bestand eine Zollaußengrenze (Viragam Line). Diese wurde aufgehoben, als die Fürsten zustimmten ihre Zollsätze den britischen anzugleichen. Bhavnagar hatte seit dem Abkommen das Recht nach Britisch-Indien unkontrolliert zu re-exportieren. In den nächsten Jahren wurden einige Häfen, besonders Bedi und Bhavnagar für hochseetaugliche Schiffe ausgebaut, die Hafengebühren lagen deutlich niedriger als in Bombay oder Karachi. Die erhöhte Wettbewerbsfähigkeit führte zu stark anwachsenden Zolleinnahmen der Fürsten, was die Briten nicht hinnehmen wollten. Ab Juli 1927 wurde die Viragam Line wieder eingeführt. Mit einigen Staaten wurde 1930 ein sie benachteiligender Kompromiss zur Teilung der Einnahmen ausgehandelt. Lord Dunedin als unabhängiger Schlichter entschied im Januar 1934, dass der Fürst von Nawanagar Anspruch auf seine Zölle hatte. Die Blockade Bhavnagars, das seit 1931 besonders vom Import billiger ostafrikanischer Baumwolle für die Webereien Ahmedabads profitierte, wurde bis 1946 fortgesetzt. Ebenso wurde mit Kutch, das wenig Handel hatte, verfahren, da es sich weigerte den einheitlichen Zollsatz anzuwenden.

### Unabhängigkeitsbewegung

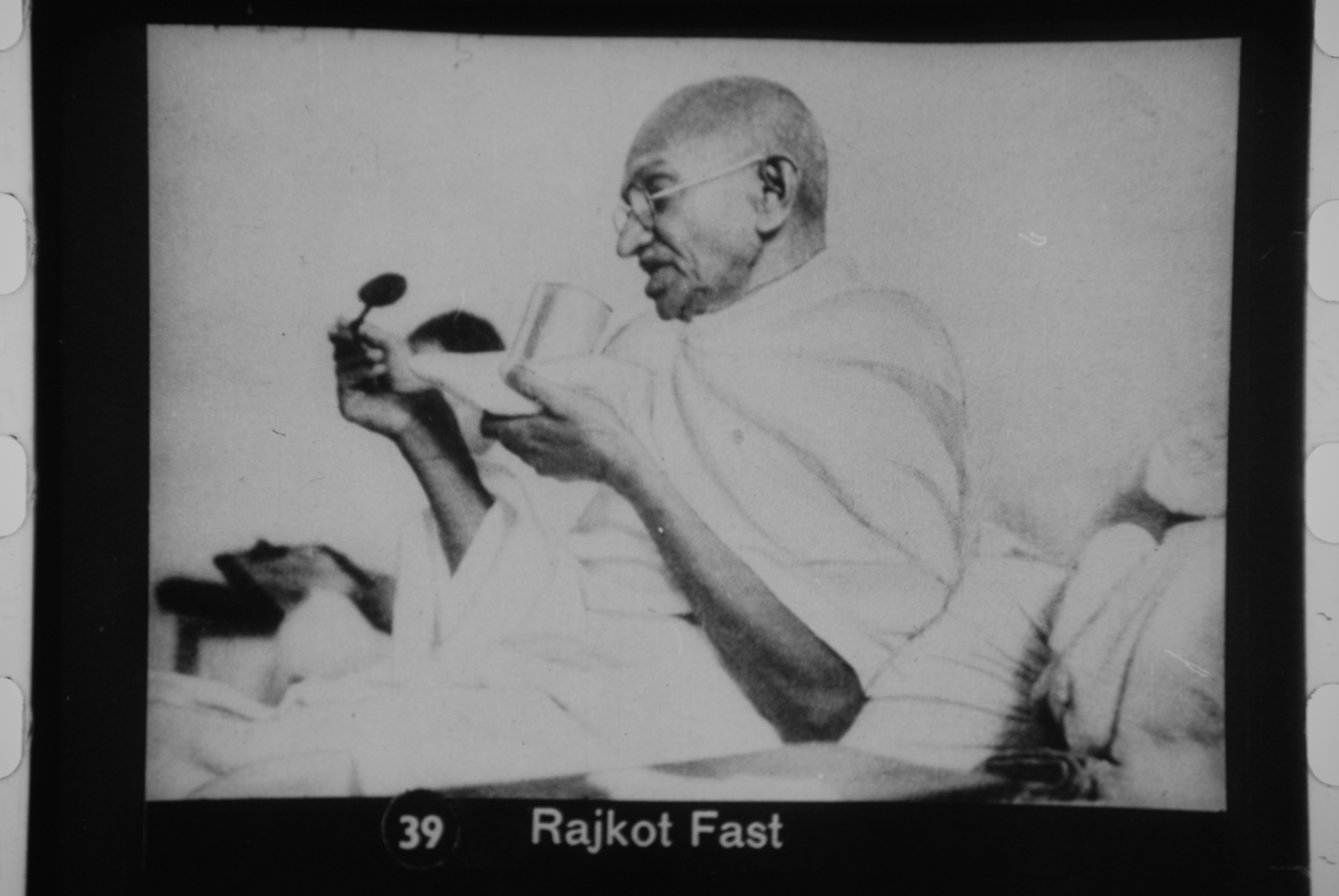
Gandhi fastet „bis zum Tode“ in Pajkot (1939)

Der Congress (INC) verzichtete lange auf Agitation in den Fürstenstaaten. In Rajkot (mit 75.000 Einwohnern) gab es, in Indien einzigartig, bereits seit 1923 eine direkt vom Volk gewählte Legislatur. Der progressive Thakur Lakhairaj starb am 2. Feb. 1930. Ihm folgte im April 1931 sein reaktionär eingestellter Sohn Dharmendra Singhji. Nach Streiks 1936 kam es im Sommer 1938 zu Protesten gegen das Glücksspiel und Monopole. Der Brite Cadell wurde als Diwan eingesetzt, um einen Wahlsieg des INC zu verhindern. Sardar Patel organisierte eine Satyagraha, die am 26. Dezember 1938 nach Verhandlungen und Freilassung aller politischen Gefangenen beendet wurde. Bereits einen Monat später wurde die Vereinbarung gebrochen. Gandhi begab sich nun persönlich nach Rajkot, fastete im März vier Tage „bis zum Tode“ und erzielte, dass ein Schlichterkomitee eingesetzt wurde, das den Thakur ins Unrecht setzte. Die Satyagraha wurde jedoch abgebrochen, da Gandhi die Aktivitäten der Muslim League als gewaltsam einschätzte. Die Vorgänge politisierten die Bevölkerung der Region nachhaltig. Im autokratisch regierten Limbdi, wo schon die Kampagne zivilen Ungehorsams 1930–1931 massiv unterdrückt wurde, kam es im Februar 1939 zum Exodus fast der gesamten Händlerklasse (banias) – mindestens 3.000 der 44.000 Einwohner – als der Raja Bauern zu Ausschreitungen gegen die Demokratiebewegung aufhetzte. Im restlichen Indien begann ein Boykott der Baumwolle des Landes, die letzten Flüchtlinge kehrten erst Mitte 1943 zurück, als der Staat wegen Minderjährigkeit unter einem britischen Regenten stand.

## Verwaltungsstruktur
Der Titel des obersten Kolonialbeamten, mit Sitz in Rajkot Civil Station, war von 10. Okt. 1924 bis 1. Apr. 1937 „Agent to the Governor General in the States of Western India“ (AGG). Danach lautete er „Resident for the States of Western India,“ ab 5. Nov. 1944 dann Resident at Baroda and for the States of Western India and Gujarat. Er war bis 1937 dem GoI – geführt vom General-Gouverneur – in Form des Foreign and Political Department verantwortlich. Nach der Verfassungsänderung unterstand das Political Department dem Secretary of State, da es jedoch ebenfalls dem Vizekönig – in seiner Eigenschaft als „Crown Representative“ – verantwortlich war, war der Unterschied ein semantischer. Die Einteilung der Staaten nach Klassen wurde offiziell abgeschafft, blieb aber gebräuchlich. Die salutberechtigten Staaten, die volle Gerichtsbarkeit hatten, kommunizierten direkt mit dem AGG, die kleineren Einheiten über die örtlich zuständige Agency. Dies waren:
- Eastern Kathiawar Agency (ab 1926)
- Western Kathiawar Agency (ab 1926)
- Sabar Kantha Agency (am 1. September 1943 mit Eastern Kathiawar vereinigt)
- Banas Kantha Agency (früher: Palanpur Agency).

Zwangsverwaltung
Die beiden Dörfer, die Rai-Sankli ausmachten, blieben, nachdem der Chef Gopaldas 1921 wegen seiner Sympathien für den INC abgesetzt worden war, zwanzig Jahre unter Kontrolle des Agenten, obwohl ausreichend männliche Nachfahren zur Verfügung standen, die jedoch auch alle dem Congress nahestanden. Bald nach der Unabhängigkeit setzte Nehru Gopaldas wieder ein. Der Herrscher vor Sardagarh (146 km²) wurde 1933 wegen krimineller Machenschaften abgesetzt und exiliert, die von Tharād und Morwara, Vasavad (44 km²) 1939, Ilol (50 km²) 1940, Amlīyārā (= Amabilaria, 155 km²) und Jetpur 1945 zwar im Amt belassen, aber entmachtet. Ebenso wurde dem Maharao von Kutch 1941 ein britischer Premierminister vorgesetzt, ohne dass dadurch der zugrunde liegende Zollstreit gelöst wurde.
Gebietsreform
Im Rahmen des Walker Settlement 1807 und endgültig 1858 hatten die Briten das Weiterbestehen der verbliebenen Fürstenstaaten garantiert. In Kathiawar war jeder dem Gaekwar Tributpflichtige als „Staat“ anerkannt worden, obwohl sich ihr Herrschaftsbereich oft nur über einige Dörfer erstreckte. Sir Frederick Hugh Sykes, der Gouverneur von Bombay regte 1932 eine Gebietsreform an, die 1943 als attachment scheme umgesetzt wurde. Dabei wurden Zwergstaaten mit salutberechtigten zwangsweise vereinigt. Zunächst wurden alle Staaten mit Einnahmen unter 100.000 Rs. eliminiert, von den 36 verbliebenen sollten 22 weitere bald darauf folgen. Badhwa (18 km², 1644 Einwohner) und Ghodasar (41 km², 6722 E.) versuchten sich auf juristischem Wege dem Anschluss zu widersetzen. Im Juli 1944 wurde die direkte Unterstellung der verbliebenen Länder beendet. Der schnelle politische Wandel bis zur Unabhängigkeit verhinderte weitergehende größere Änderungen.
Unabhängigkeit
Die Herrscher traten 1947 ihre Souveränitätsrechte an die Indische Union ab und wurden zu konstitutionellen Herren. Zunächst wurde ein Regional Commissioner in Rajkot, unter dem neuen Ministry of States, eingesetzt. Am 16. Februar 1948 wurde der United State of Kathiawar (Saurashtra State) begründet. Im fünfköpfigen Presidium of Rulers, dem die Rajas von Nawanagar und Bhavnagar automatisch angehörten, blieben die Fürsten politisch repräsentiert. Die Staaten der Region Maha Kantha gingen im April 1948 im Distrikt Sabarkantha des Bundesstaates Bombay auf.